# Schloss Wieselburg

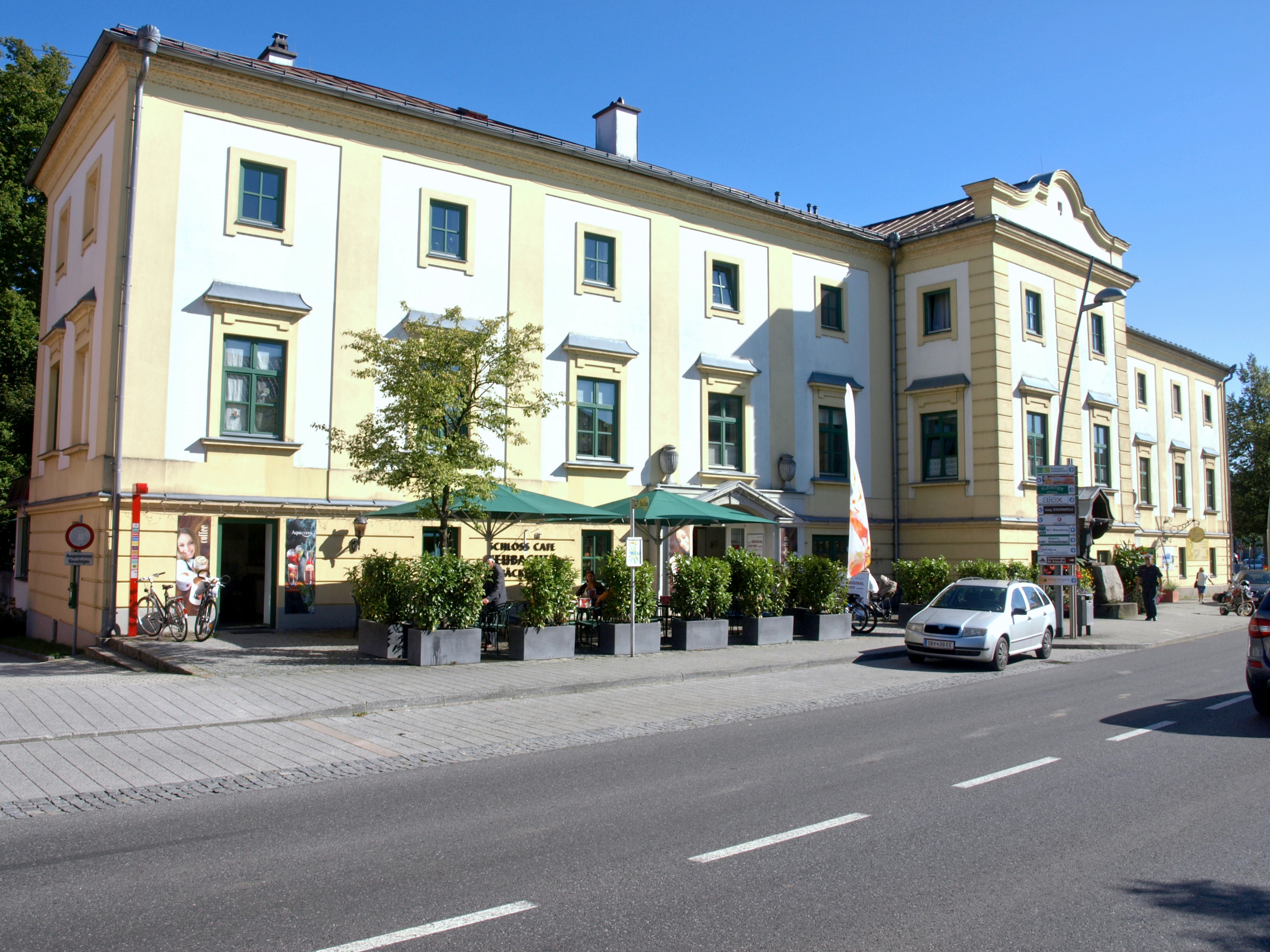
Schloss Wieselburg

Schloss Wieselburg, auch Marktschloss genannt, ist ein Schloss in Wieselburg in Niederösterreich.

## Geschichte
Im Jahr 1241 gelangte das Gebiet nördlich des Erlaufzwiesels in den Besitz des Bistums Passau, und am linken Erlaufufer entstand im Laufe des 13. Jahrhunderts um einen großen Platz die Siedlung Wieselburg mit einem Guthof als Verwaltungszentrum der Passauer. Spätestens im 15. Jahrhundert ging das schlossartige Gebäude samt Herrschaft in weltliche Hände über. Nach häufigem Besitzerwechsel erwarb Kaiser Franz I. im Jahr 1823 das Schloss und ließ es im josephinischen Plattenstil umgestalten und den Schlosspark nach französischen Vorbildern errichten.
Nach der Enteignung der Habsburger 1919 durch die Republik Österreich, verblieb das Schloss in Bundesbesitz, bis es 1976 von der Stadt gekauft wurde, um es heute für verschiedene Funktionen zu nutzen. Es beherbergt das Museum für Ur- und Frühgeschichte, eine Kapelle, einige Geschäfte und mehrere Wohnungen. Es bildet heute mit dem Schlosspark den Kern der Stadt.

## Schlosspark
Der frei zugängliche Park hinter dem Schloss wurde  neu angelegt und figural ausgestattet. Zentral sind fünf Skulpturen mit mädchenhaften Zügen, die die Flüsse Enns, Mur, Raab, Salzach und Traun darstellen. Es sind dies originalgetreue Nachbildungen von fünf der insgesamt zehn Skulpturen des Albrechtsbrunnens bei der Albertina in der Wiener Innenstadt. Die von Johann Meixner gestalteten Originale befanden sich von 1951 bis 1986 in Wieselburg und wurden nach Renovierungsarbeiten wieder in Wien aufgestellt, woran die Nachbildungen in Wieselburg erinnern.